# Eriocephalus umbellatus
Eriocephalus umbellatus là một loài thực vật có hoa trong họ Cúc. Loài này được Auct. mô tả khoa học đầu tiên.